# Salmon River (Fortune Bay)
Der Salmon River (engl. für „Lachsfluss“) ist ein 28 km langer Fluss im Süden der zur kanadischen Provinz Neufundland und Labrador gehörenden Insel Neufundland.

## Flusslauf
Der Salmon River bildet den Abfluss eines etwa 230 m hoch gelegenen namenlosen Sees im Süden von Neufundland, 24 km östlich der Ortschaft St. Alban’s. Er fließt in überwiegend südlicher Richtung. Dabei durchfließt er mehrere kleinere Seen. Der Flusslauf weist zahlreiche Flussverbreiterungen und Stromschnellen auf. Der Salmon River mündet schließlich in die Cinq Islands Bay, eine kleine Nebenbucht der Fortune Bay. Die Mündung liegt 4 km südwestlich der Ortschaft Pool’s Cove. Die Straße nach Pool’s Cove überquert den Salmon River 2,4 km oberhalb der Flussmündung. Das etwa 160 km² große Einzugsgebiet des Salmon River grenzt im Osten an das des Bay du Nord River.